# Rybky
Rybky est un village de la région de Trnava, en Slovaquie

## Histoire
La première mention écrite du village date de 1394.

## Démographie

### Évolution de la population
| Année:               | 1994. | 2004.    | 2014.   | 2024.   |
| -------------------- | ----- | -------- | ------- | ------- |
| Nombre de personnes: | 395   | 441      | 456     | 420     |
| Différence:          |       | +11,64 % | +3,40 % | -7,89 % |

| Année:               | 2023. | 2024.   |
| -------------------- | ----- | ------- |
| Nombre de personnes: | 417   | 420     |
| Différence:          |       | +0,71 % |